# Kancelaryzm
Kancelaryzm – jednostka językowa właściwa dla stylu kancelaryjnego; może to być słowo, połączenie wyrazowe lub specyficzne użycie wyrazu. W odróżnieniu od wyrażeń potocznych kancelaryzmy często trzymają się pewnego schematu i przybierają postać połączeń stereotypowych.
Stosowanie kancelaryzmów jest związane z organizacją życia społecznego, administracją gospodarczą, z językiem pism urzędowych itp. Kancelaryzmy są z założenia pozbawione obrazowości, emocjonalności i indywidualności, nadają wypowiedzi charakter oficjalny, neutralny i szablonowy. Przenikają do stylu artystycznego jako środki budujące komizm językowy lub charakterystykę postaci.
Termin „kancelaryzm” ma czasem piętnujący wydźwięk.

## Przykłady
- na dzień dzisiejszy[5][6]
- na chwilę obecną, w chwili obecnej[5]
- na ten moment[5]
- ukr. переживати стан занепокоєння (pereżywaty stan zanepokojennia, „niepokoić się”)[2][3]
- ukr. відчувати потребу в харчуванні (widczuwaty potrebu w charczuwanni, „być głodnym”)[2][3]